# 증언거부특권
|                                                       |
| 증거법                                                |
| 영미법 시리즈                                         |
| 증거의 종류                                           |
| 증언 · 물증                                           |
| 전자증거 · 무죄입증 증거                              |
| 과학적 증거 · 물적 증거                               |
| 목격자지목 · DNA증거                                  |
| 거짓말                                                |
| 관련성                                                |
| 입증책임 · 증거기초                                   |
| 공공복리예외 · 오염 · 성격증거                        |
| 습관증거 · 유사사실                                   |
| 진위확인                                              |
| 관리 연속성 · 주지의 사실                             |
| 최량증거원칙 · 자기확증문서 · 오래된 문서             |
| 증인                                                  |
| 증인적격 · 증언거부특권                               |
| 직접신문 · 교호신문 · 재직접신문                      |
| 탄핵증거                                              |
| 기록된 기억 · 전문가증언                              |
| 사망자 규정                                           |
| 전문증거와 예외                                       |
| 영국법 · 미국법                                       |
| 자백 · 업무상 기록                                    |
| 흥분 상태의 언급 · 임종시의 진술                      |
| 일방 당사자의 자인 · 오래된 문서                      |
| 이익에 반하는 진술 · 현장성 감각 인상 · 부대상황 사실 |
| 권위학술서 · 비언어적 행동                            |
| 미국법의 다른 영역                                    |
| 계약법 · 불법행위법                                   |
| 재산법 과 미국의 유언신탁법                           |
| 형법 · 증거법                                         |

증언거부특권(privileges)는 변호사와 의뢰인, 부부사이, 성직자와 고해자관계 같이 신뢰관계에 따른 의사소통에 대한 비밀유지를 허용하는 미국 증거법의 원칙이다.
미국연방증거법 제5장 증언거부특권
제501조 일반 규정
미국 헌법이나 의회의 법률에 의한 규정 또는 법률적 권한에 의하여 대법원에서 제정한 규칙들에서 달리 요구되는 경우를 제외하고는 증인, 개인, 정부, 주 또는 그들의 정치적인 하부 기구의 증언거부특권은 미국 연방법원들에 의하여 이성과 경험의 관점에서 해석될 수 있는 보통법상의 원칙들에 따라 의율된다. 다만, 민사소송과 절차에서는 주법이 그에 대한 결정 규정을 제공하고 있는 주장과 방어의 요소를 고려하여 증인, 개인, 정부, 주 또는 그들의 정치적인 하부 기구의 증언거부특권은 주법에 따라 결정된다.

## 의사-환자 특권
의사를 상대로 한 과오소송처럼 의사에게 한 진술이 재판의 쟁점이 되는 경우나, 의사에게 위법행위를 도와달라고 한 경우, 의사와 환자가 다툼이 있는 경우, 환자가 특권을 포기한 경우 등은 이 특권이 적용되지 않는다. 

### 연방법
1. 의사-환자의 직업관계
2. 환자가 진료를 받는 과정에서 의사가 정보취득
3. 정보는 진료를 위해 필요함

### 캘리포니아주 법
1. 의사-환자의 직업관계
2. 환자가 진료나 치료를 받는 과정에서 의사(치과의사, 간호사나 다른 의료인은 제외)가 정보취득
3. 정보는 진료를 위해 필요함

## 심리학자/사회복지사-의뢰인 특권

### 캘리포니아주 법
1. 법원에서 임명한 심리학자에게 적용되지 않는다.
2. 공개하지 않으면 의뢰인의 신변에 위험에 있는 경우 적용되지 않는다.

## 같이 보기
- 증언거부권

## 참고 문헌
- 아서 베스트, 미국 증거법 (사례와 해설), 탐구사 2009. ISBN 978-89-89942-20-7